# Сірохвіст білобровий
Сірохві́ст білобровий (Xenerpestes minlosi) — вид горобцеподібних птахів родини горнерових (Furnariidae). Мешкає в Центральній і Південній Америці.

## Підвиди
Виділяють два підвиди:
- X. m. minlosi Berlepsch, 1886 — північна Колумбія;
- X. m. umbraticus Wetmore, 1951 — східна Панама (Дар'єн), північно-західна Колумбія (на схід до річки Сіну[en]) і північно-західний Еквадор (Есмеральдас. північно-західна Пічинча).

## Поширення і екологія
Білоброві сірохвости мешкають в Панамі, Колумбії і Еквадорі. Вони живуть в кронах вологих рівнинних тропічних лісів та на узліссях. зустрічаються на висоті до 1000 м над рівнем моря.